# Architecture philippienne
L'architecture philippienne est un modèle de fortifications érigées sous Philippe Auguste et ses successeurs, afin de remplacer les anciennes buttes à palissade. Elle correspond à l'apogée du château fort lors de la renaissance du XIIe siècle, au cours de laquelle seigneurs et chevaliers lettrés redécouvrent les traités d'art militaire romain (ex : Epitoma rei militaris de Végèce). La principale caractéristique de ce modèle est le donjon circulaire (comme au château du Louvre, au château de Yèvre-le-Chatel, au château de Dourdan), qui devient la règle après 1180 - 1220. Il supplante peu à peu les tours quadrangulaires massives dont les premiers exemplaires apparaissent dans la vallée de la Loire (Langeais, Beaugency, à la fin du Xe siècle), à l'initiative du comte d'Anjou, Foulque Nerra (987-1040), puis en Normandie, en Angleterre au cours du XIe siècle et en Outremer dans le XIIe siècle. En Allemagne et en Italie, ce type de bâtiment est documenté depuis le Xe siècle (en Toscane et Frioul).
Ce plan simple fut d'abord réalisé pour le château du Louvre à Paris, dont la tour fut vraisemblablement commencée en 1190 et achevée en novembre 1202. D'autres tours rondes (bâties aux angles et reliées par des murailles crénelées) furent par la suite construites dans le royaume, sur le même modèle rationnel autour d'un plan régulier, percées d'archères à ébrasement triangulaire.

## De la défense passive à la défense active

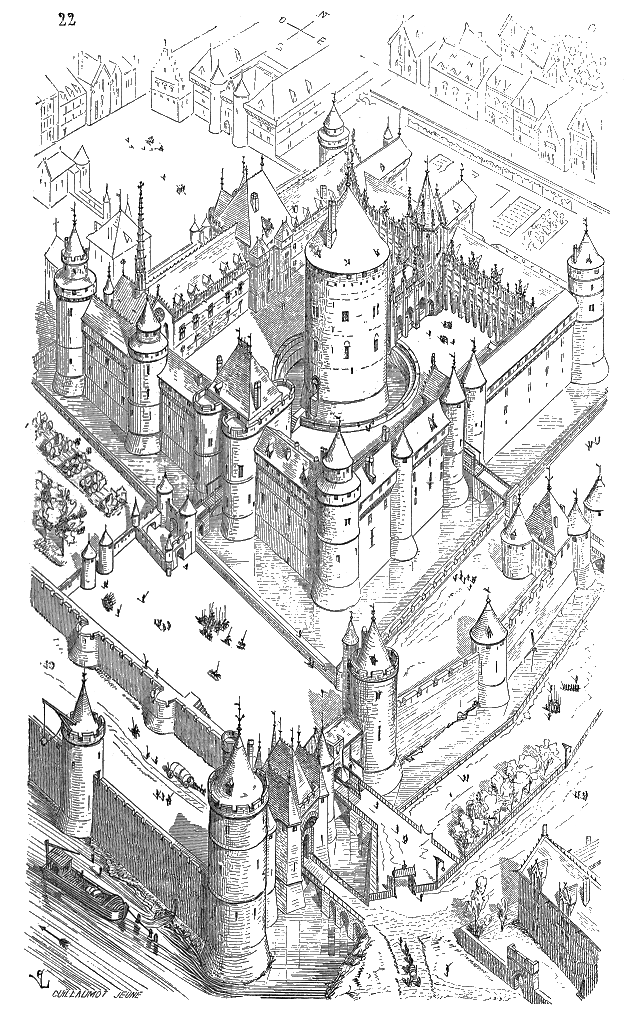
Architecture d'un château philippien : Reconstitution du château du Louvre par Viollet le duc d'après des gravures anciennes.

Ces innovations correspondent à une révolution des conceptions de l'architecture militaire, À partir de 1150, les techniques castrales s’adaptent aux progrès de la poliorcétique : alors qu'à la période précédente dite « romane » les forteresses toutes systématiquement implantées dans des endroits naturellement peu accessibles, collines, sommets, îles, presqu'îles, étaient conçues selon deux principes essentiels, la défense passive et la défense en profondeur. La défense passive consistait à opposer une masse inerte et solide devant un assaillant (un mur épais). La défense en profondeur conduisait à multiplier les obstacles sur le parcours de l'assaillant. L'élément le plus puissant (la grosse tour) était construit au point le plus inaccessible.
On utilise massivement comme flanquements des tours pour mieux protéger les courtines. Ces tours apparaissent à partir de 1160, elles sont d'abord rectangulaires, semi-circulaires et enfin circulaires. Les communications verticales sont  limitées à une tour sur trois, par des escaliers rampants dans l'épaisseur des murs. Elles sont de plus en plus nombreuses et rapprochées, les tours aux rez-de-chaussée étant voûtées sur ogives. Les tours circulaires résistent mieux aux mangonneaux et ne laissent aucun angle de tir mort. Elles nécessitent moins de pierre pour leur construction. Elles étaient souvent surmontées d'échauguettes ou coiffées de toits coniques. L'homme d'armes peut ainsi participer activement à la défense, grâce aux archères percées dans ces flanquements qui apparaissent à la fin du XIIe siècle pour faciliter le tir à l'arbalète. On rompt ainsi avec la philosophie de la défense passive pour parler de défense active. Ainsi l'enceinte devient l'unique obstacle opposé à l'assaillant. C'est une défense linéaire qui rompt avec le précepte de la défense en profondeur. Ainsi conçue, la forteresse peut désormais s'édifier en plaine, sur des terrains plats et découverts. Le donjon voit par conséquent sa fonction de défense se réduire. Mais il demeure le symbole du pouvoir seigneurial, même si le seigneur et sa famille ont tendance alors à quitter leurs appartements situés dans le donjon pour habiter dans un logis seigneurial plus confortable situé contre l'intérieur de l'enceinte, avec les bâtiments de la basse-cour se regroupent contre la muraille. Les modèles philippiens sont imités par tous les riches bâtisseurs. Les châteaux dits " édouardiens ", construits par le roi d'Angleterre Édouard Ier (1272-1307) essentiellement au Pays de Galles, sont ainsi directement inspirés par les réalisations de Philippe Auguste.

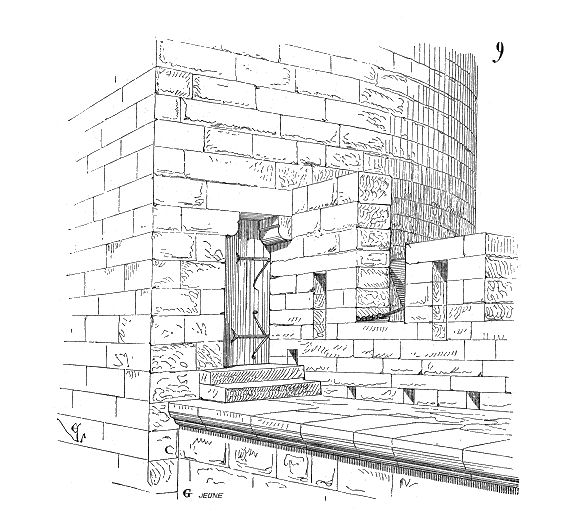
Chemin de ronde sur courtine protégé par des créneaux percés sur les parapets et donnant accès à une porte d'entrée de tour

## Variantes ultérieures
Philippe Auguste adopte par la suite l'idée d'un dispositif fortifié quadrangulaire autour du donjon, notamment dans le cas du château du Louvre, par un ajout effectué vers la fin du règne. Le plan est alors flanqué de tours aux angles, l'accès se fait par un châtelet à deux tours. Ce plan quadrangulaire est aussi observé à Caen où le donjon carré, construit par Henri Beauclerc, est entouré d'une chemise après la conquête de la ville par Philippe Auguste. Le château de Montreuil (avant 1212) se présente sous la forme d'un polygone irrégulier. Le donjon peut dès lors être excentré en tant que tour d'angle (comme à Yèvre-le-Châtel et Dourdan).

## Postérité du château philippien: aménagements duXIIIesiècle
Le château fort se dote d'une double enceinte au XIIIe siècle : les deux remparts dégagent donc un espace intermédiaire appelé « lices », d'après un mot d'origine francisque (*listja), qui s'utilise généralement au pluriel, "les lices". Il se traduit par "barrière", "palissade".
Des tourelles sont construites pour supprimer les angles morts. Un chemin de ronde est aménagé, et on élargit et approfondit les fossés secs piégés (garnis de pieux entrecroisés, tapissés de pointes de fer camouflées par la végétation) ou les douves. Pour se défendre contre les projectiles incendiaires, les toits sont couverts de plomb, les planchers sont remplacés par des voûtes de pierre. Cependant, le bois est toujours utilisé pour les défenses annexes : barbacanes, bretèches, hourds (remplacés plus tard par les mâchicoulis).
Les princes et les rois font entourer leurs villes d'enceintes : Rouen, Paris, Laon, Aigues-Mortes, Provins, Angers…

## Des forteresses philippiennes
Des forteresses philippiennes :
- Berry :
  - Bourges
- Bourgogne :

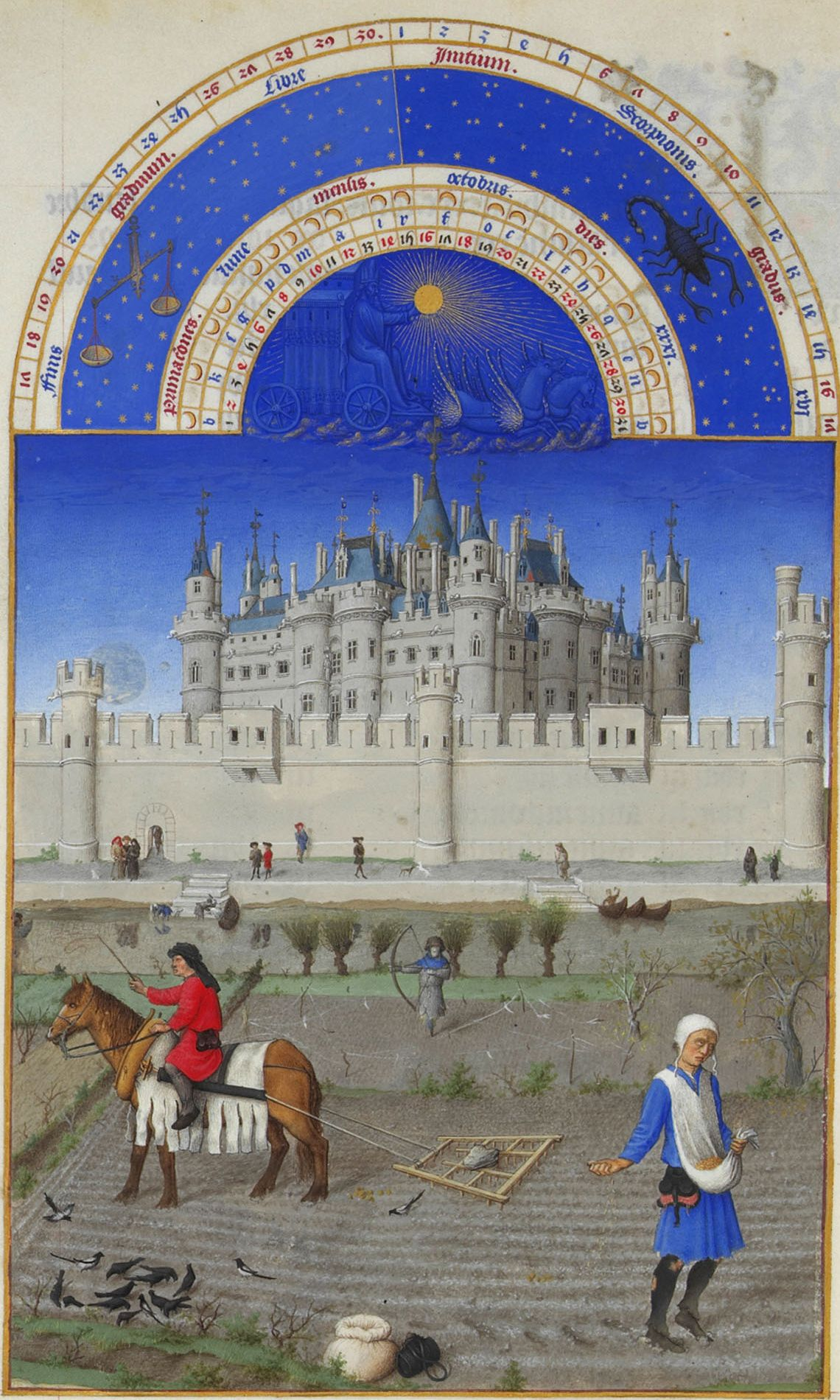
Château du Louvre illustration extraite des très riches heures du duc de Berry.

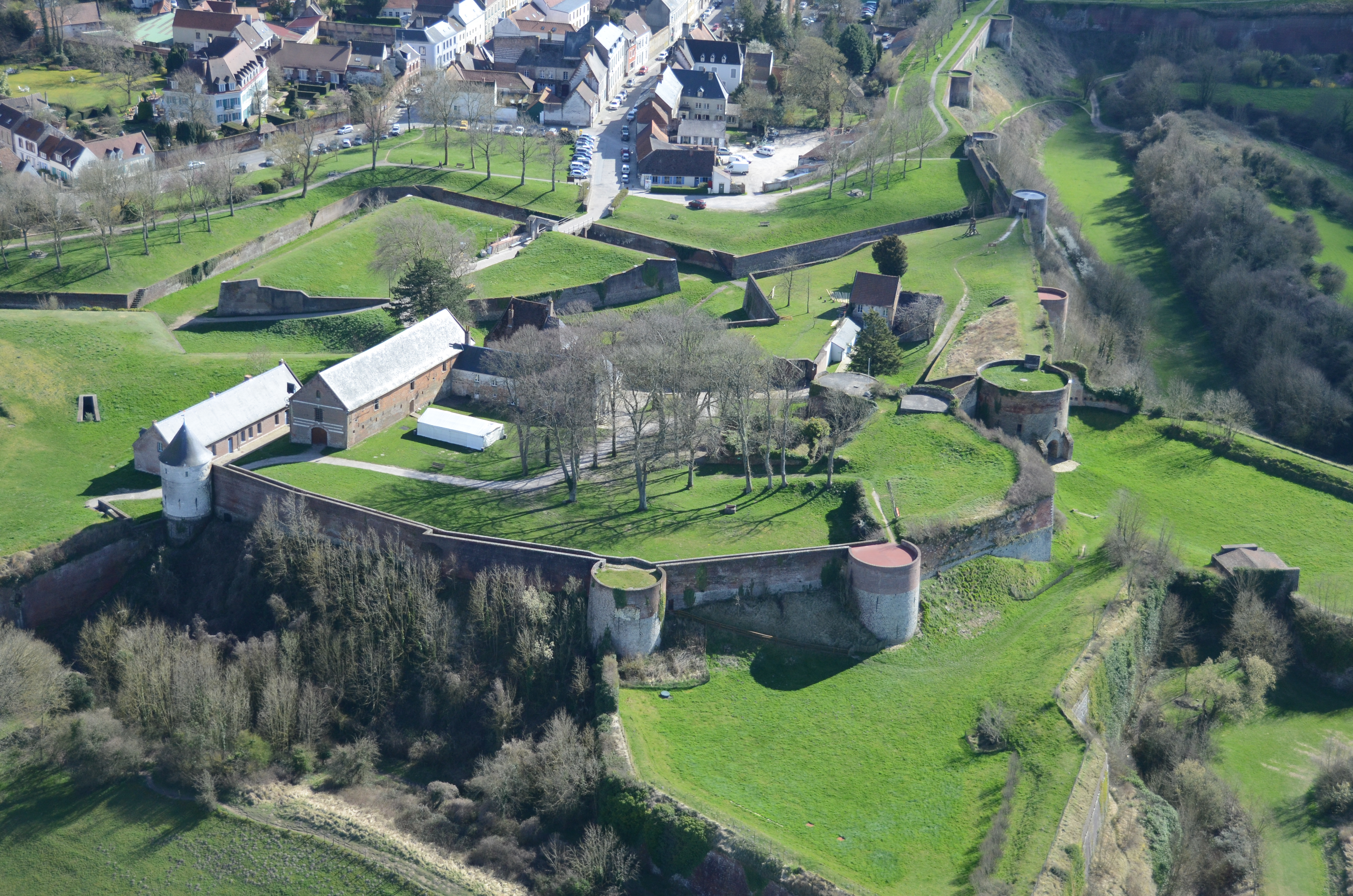
Château royal de Philippe Auguste à Montreuil-sur-Mer bastionné et transformé aux en citadelle.

  - Druyes (château des comtes de Nevers)
  - * Villeneuve-sur-Yonne
- Pays de la Loire :
  - Nantes (Château des ducs de Bretagne)
- Île-de-France :
  - Château du Louvre
  - Corbeil
  - Dourdan
- Normandie :
  - Château de Caen (chemise du donjon, tour Mathilde, tour Puchot)
  - Château de Falaise (tour Talbot)
  - Château de Gisors (tour du prisonnier)
  - Château de Lillebonne
  - Château de Rouen (tour Jeanne-d'Arc)
  - Château de Verneuil-sur-Avre (tour grise)
  - Vernon (tour des Archives et château des Tourelles)
- Orléanais :
  - Château de Montargis
  - Orléans
- Picardie :
  - Beauvais
  - Cappy
  - Coucy
  - Palais de Compiègne (tour de Beauregard)
  - Château de Ham
  - Laon
  - Montdidier
  - Montreuil-sur-Mer (Château de Philippe Auguste à l'intérieur de la citadelle de Montreuil)
  - Château fort de Péronne
- Touraine :
  - Chinon (tour du Coudray)
- Auvergne :
  - Alleuze
  - Arches
  - Domeyrat
  - Esplantas
  - Mauzun
  - Montpeyroux (Puy-de-Dôme)
  - Montrognon
- Maine (province) :
  - Château de Laval

## Après Philippe Auguste
- Aigues-Mortes (1242)
- Najac (1253-1256)